# Dongola
Dongola, Dunqulah (arab. دنقلا Dunqulā) – miasto w północnym Sudanie, w wilajecie Asz-Szamalija i stolica tego stanu, nad Nilem; ok. 6 tys. mieszkańców. Jest to ośrodek handlowy sztucznie nawadnianego regionu rolniczego (uprawa bawełny, zbóż).

## Historia
Między VIII a XIV wiekiem Dongola była stolicą Zjednoczonego Chrześcijańskiego Królestwa Nubii. Została zdobyta przez Arabów w XV wieku. Od 1964 są prowadzone, przez polską grupę archeologiczną, wykopaliska 80 km w górę rzeki gdzie znajduje się Stara Dongola.

## Zabytki
Kościoły (od VII wieku), ceramika, stele nagrobne; w pobliżu ruiny starożytnego miasta Kawa.

## Klimat

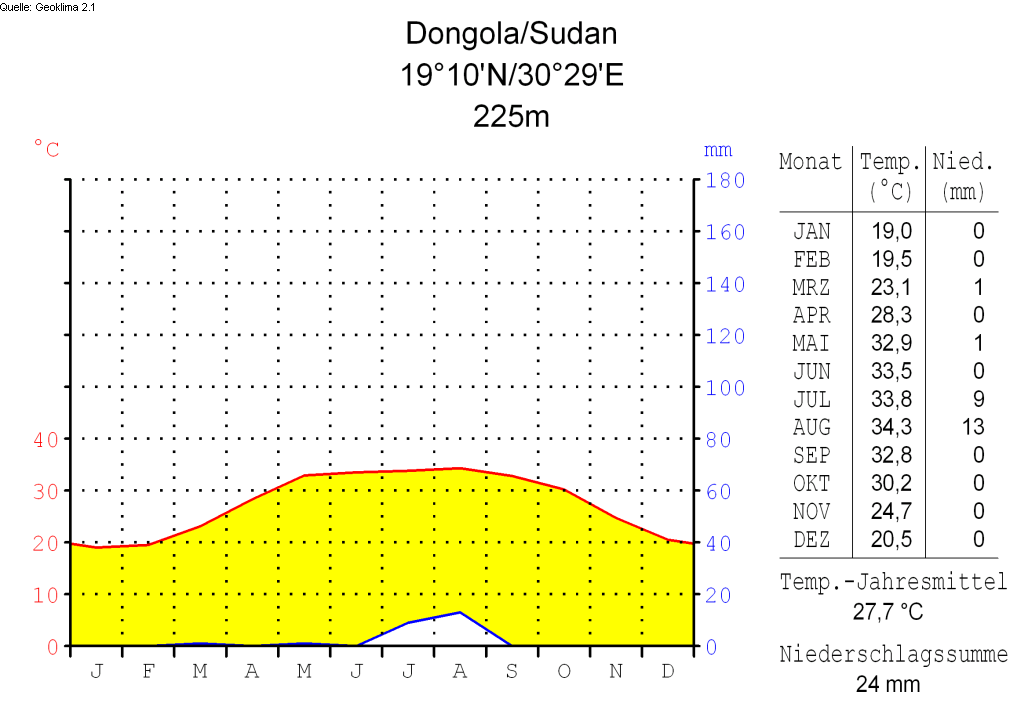
Klimatogram Dongoli